# Molalla
Molalla es una ciudad ubicada en el condado de Clackamas en el estado estadounidense de Oregón. En el año 2000 tenía una población de 5.647 habitantes y una densidad poblacional de 1,135.6 personas por km².

## Geografía
Molalla se encuentra ubicada en las coordenadas 45°8′58″N 122°34′45″O / 45.14944, -122.57917.

## Demografía
Según la Oficina del Censo en 2000 los ingresos medios por hogar en la localidad eran de $42,672, y los ingresos medios por familia eran $46,915. Los hombres tenían unos ingresos medios de $37,172 frente a los $25,988 para las mujeres. La renta per cápita para la localidad era de $16,738. Alrededor del 9.7% de la población estaban por debajo del umbral de pobreza.